# NGC 1246
NGC 1246 é uma galáxia elíptica (E5) localizada na direcção da constelação de Horologium. Possui uma declinação de -66° 56' 18" e uma ascensão recta de 3 horas, 07 minutos e 02,3 segundos.
A galáxia NGC 1246 foi descoberta em 2 de Novembro de 1834 por John Herschel.